# Gran Premio de Australia de Motociclismo de 1999
El Gran Premio de Australia de Motociclismo de 1999 fue la decimotercera prueba del Campeonato del Mundo de Motociclismo de 1999. Tuvo lugar en el fin de semana del 1 al 3 de octubre de 1999 en el Circuito de Phillip Island, situado en Phillip Island, Australia. La carrera de 500cc fue ganada por Tadayuki Okada, seguido de Max Biaggi y Régis Laconi. Valentino Rossi ganó la prueba de 250cc, por delante de Olivier Jacque y Tohru Ukawa. La carrera de 125cc fue ganada por Marco Melandri, Lucio Cecchinello fue segundo y Youichi Ui tercero.

## Resultados 500cc
| Pos.    | N.º | Piloto              | Constructor | Vueltas | Tiempo    | Parrilla | Pts. |
| ------- | --- | ------------------- | ----------- | ------- | --------- | -------- | ---- |
| 1       | 8   | Tadayuki Okada      | Honda       | 27      | 42:09.271 | 7        | 25   |
| 2       | 2   | Max Biaggi          | Yamaha      | 27      | +0.085    | 5        | 20   |
| 3       | 55  | Régis Laconi        | Yamaha      | 27      | +0.124    | 3        | 16   |
| 4       | 4   | Carlos Checa        | Yamaha      | 27      | +9.497    | 10       | 13   |
| 5       | 3   | Àlex Crivillé       | Honda       | 27      | +9.811    | 12       | 11   |
| 6       | 15  | Sete Gibernau       | Honda       | 27      | +10.691   | 6        | 10   |
| 7       | 24  | Garry McCoy         | Yamaha      | 27      | +12.135   | 15       | 9    |
| 8       | 9   | Nobuatsu Aoki       | Suzuki      | 27      | +25.028   | 11       | 8    |
| 9       | 19  | John Kocinski       | Honda       | 27      | +25.219   | 14       | 7    |
| 10      | 10  | Kenny Roberts, Jr.  | Suzuki      | 27      | +41.652   | 1        | 6    |
| 11      | 26  | Haruchika Aoki      | TSR-Honda   | 27      | +47.628   | 17       | 5    |
| 12      | 17  | Jurgen vd Goorbergh | MuZ Weber   | 27      | +47.670   | 18       | 4    |
| 13      | 52  | José David de Gea   | Modenas KR3 | 27      | +1:22.997 | 21       | 3    |
| 14      | 37  | Steve Martin        | Honda       | 27      | +1:23.305 | 23       | 2    |
| 15      | 68  | Mark Willis         | Modenas KR3 | 27      | +1:35.980 | 24       | 1    |
| 16      | 6   | Norick Abe          | Yamaha      | 26      | +1 Vuelta | 8        |      |
| 17      | 14  | Juan Bautista Borja | Honda       | 26      | +1 Vuelta | 9        |      |
| Ret     | 31  | Tetsuya Harada      | Aprilia     | 23      | Retirado  | 2        |      |
| Ret     | 5   | Alex Barros         | Honda       | 23      | Retirado  | 4        |      |
| Ret     | 22  | Sébastien Gimbert   | Honda       | 6       | Accidente | 20       |      |
| Ret     | 25  | José Luis Cardoso   | TSR-Honda   | 5       | Retirado  | 16       |      |
| Ret     | 20  | Mike Hale           | Modenas KR3 | 3       | Retirado  | 19       |      |
| Ret     | 21  | Michael Rutter      | Honda       | 2       | Retirado  | 22       |      |
| Ret     | 35  | Anthony Gobert      | MuZ Weber   | 0       | Accidente | 13       |      |
| Fuente: |     |                     |             |         |           |          |      |

- Pole Position: Kenny Roberts, Jr., 1:32.319
- Vuelta Rápida: Kenny Roberts, Jr., 1:32.743

## Resultados 250cc
| Pos.    | N.º | Piloto             | Constructor | Vueltas | Tiempo      | Parrilla | Pts. |
| ------- | --- | ------------------ | ----------- | ------- | ----------- | -------- | ---- |
| 1       | 46  | Valentino Rossi    | Aprilia     | 25      | 39:28.278   | 7        | 25   |
| 2       | 19  | Olivier Jacque     | Yamaha      | 25      | +0.103      | 2        | 20   |
| 3       | 4   | Tohru Ukawa        | Honda       | 25      | +0.729      | 5        | 16   |
| 4       | 56  | Shinya Nakano      | Yamaha      | 25      | +0.796      | 4        | 13   |
| 5       | 6   | Ralf Waldmann      | Aprilia     | 25      | +13.097     | 8        | 11   |
| 6       | 1   | Loris Capirossi    | Honda       | 25      | +13.133     | 3        | 10   |
| 7       | 7   | Stefano Perugini   | Honda       | 25      | +25.831     | 10       | 9    |
| 8       | 21  | Franco Battaini    | Aprilia     | 25      | +25.994     | 11       | 8    |
| 9       | 12  | Sebastián Porto    | Yamaha      | 25      | +35.124     | 9        | 7    |
| 10      | 14  | Anthony West       | TSR-Honda   | 25      | +36.446     | 13       | 6    |
| 11      | 11  | Tomomi Manako      | Yamaha      | 25      | +49.725     | 12       | 5    |
| 12      | 24  | Jason Vincent      | Honda       | 25      | +50.949     | 6        | 4    |
| 13      | 66  | Alex Hofmann       | TSR-Honda   | 25      | +59.357     | 16       | 3    |
| 14      | 37  | Luca Boscoscuro    | TSR-Honda   | 25      | +59.373     | 15       | 2    |
| 15      | 36  | Masaki Tokudome    | TSR-Honda   | 25      | +1:06.163   | 20       | 1    |
| 16      | 10  | Fonsi Nieto        | Yamaha      | 25      | +1:27.873   | 19       |      |
| 17      | 15  | David García       | Yamaha      | 25      | +1:29.494   | 21       |      |
| 18      | 41  | Jarno Janssen      | TSR-Honda   | 24      | +1 Vuelta   | 22       |      |
| 19      | 16  | Johan Stigefelt    | Yamaha      | 24      | +1 Vuelta   | 25       |      |
| 20      | 58  | Matías Ríos        | Aprilia     | 24      | +1 Vuelta   | 28       |      |
| 21      | 39  | Roger Harrison     | Yamaha      | 24      | +1 Vuelta   | 27       |      |
| Ret     | 40  | Jay Taylor         | Honda       | 22      | Accidente   | 26       |      |
| Ret     | 38  | Shaun Geronimi     | Yamaha      | 2       | Accidente   | 18       |      |
| Ret     | 17  | Maurice Bolwerk    | TSR-Honda   | 2       | Accidente   | 17       |      |
| Ret     | 23  | Julien Allemand    | TSR-Honda   | 2       | Retirado    | 14       |      |
| Ret     | 18  | Scott Smart        | Aprilia     | 2       | Retirado    | 23       |      |
| Ret     | 9   | Jeremy McWilliams  | Aprilia     | 1       | Accidente   | 1        |      |
| Ret     | 43  | Kevin Curtain      | Honda       | 1       | Retirado    | 24       |      |
| DNS     | 44  | Roberto Rolfo      | Aprilia     |         | No empezó   |          |      |
| DNQ     | 42  | Aaron Clark        | Honda       |         | No calificó |          |      |
| DNQ     | 22  | Lucas Oliver Bultó | Yamaha      |         | No calificó |          |      |
| Fuente: |     |                    |             |         |             |          |      |

- Pole Position: Jeremy McWilliams, 1:33.919
- Vuelta Rápida: Valentino Rossi, 1:33.556

## Resultados 125cc
| Pos.    | N.º | Piloto               | Constructor | Vueltas | Tiempo    | Parrilla | Pts. |
| ------- | --- | -------------------- | ----------- | ------- | --------- | -------- | ---- |
| 1       | 13  | Marco Melandri       | Honda       | 23      | 38:07.081 | 3        | 25   |
| 2       | 5   | Lucio Cecchinello    | Honda       | 23      | +0.035    | 2        | 20   |
| 3       | 41  | Youichi Ui           | Derbi       | 23      | +0.179    | 4        | 16   |
| 4       | 8   | Gianluigi Scalvini   | Aprilia     | 23      | +1.043    | 8        | 13   |
| 5       | 4   | Masao Azuma          | Honda       | 23      | +1.259    | 16       | 11   |
| 6       | 15  | Roberto Locatelli    | Aprilia     | 23      | +1.898    | 6        | 10   |
| 7       | 10  | Jerónimo Vidal       | Aprilia     | 23      | +10.207   | 10       | 9    |
| 8       | 23  | Gino Borsoi          | Aprilia     | 23      | +11.845   | 7        | 8    |
| 9       | 54  | Manuel Poggiali      | Aprilia     | 23      | +12.890   | 9        | 7    |
| 10      | 17  | Steve Jenkner        | Aprilia     | 23      | +16.527   | 15       | 6    |
| 11      | 32  | Mirko Giansanti      | Aprilia     | 23      | +16.731   | 12       | 5    |
| 12      | 16  | Simone Sanna         | Honda       | 23      | +16.837   | 13       | 4    |
| 13      | 1   | Kazuto Sakata        | Honda       | 23      | +36.339   | 17       | 3    |
| 14      | 26  | Ivan Goi             | Honda       | 23      | +36.408   | 19       | 2    |
| 15      | 7   | Emilio Alzamora      | Honda       | 23      | +49.941   | 11       | 1    |
| 16      | 44  | Alessandro Brannetti | Aprilia     | 23      | +51.121   | 20       |      |
| 17      | 22  | Pablo Nieto          | Derbi       | 23      | +51.786   | 18       |      |
| 18      | 29  | Ángel Nieto, Jr.     | Honda       | 23      | +53.389   | 14       |      |
| 19      | 9   | Frédéric Petit       | Aprilia     | 23      | +1:07.146 | 21       |      |
| 20      | 18  | Reinhard Stolz       | Honda       | 23      | +1:16.137 | 27       |      |
| 21      | 12  | Randy de Puniet      | Aprilia     | 23      | +1:16.144 | 25       |      |
| 22      | 24  | Robbin Harms         | Aprilia     | 23      | +1:28.270 | 26       |      |
| 23      | 88  | Broc Parkes          | Honda       | 22      | +1 Vuelta | 29       |      |
| 24      | 92  | Dennis Charlett      | Honda       | 22      | +1 Vuelta | 30       |      |
| Ret     | 6   | Noboru Ueda          | Honda       | 19      | Accidente | 1        |      |
| Ret     | 21  | Arnaud Vincent       | Aprilia     | 8       | Retirado  | 5        |      |
| Ret     | 90  | Andrew Willy         | Honda       | 6       | Retirado  | 28       |      |
| Ret     | 89  | Peter Galvin         | Honda       | 5       | Retirado  | 23       |      |
| Ret     | 11  | Max Sabbatani        | Honda       | 3       | Retirado  | 22       |      |
| Ret     | 91  | Michael Teniswood    | Honda       | 0       | Retirado  | 24       |      |
| Fuente: |     |                      |             |         |           |          |      |

- Pole Position: Noboru Ueda, 1:38.600
- Vuelta Rápida: Marco Melandri, 1:38.118